# Lyng (Somerset)
Pour les articles homonymes, voir Lyng.
Lyng est une paroisse civile du Somerset, en Angleterre. Située dans le centre du comté, sur une crête des Somerset Levels, à une douzaine de kilomètres au nord-est de la ville de Taunton, elle comprend les villages de West Lyng et East Lyng, ainsi que le hameau de Bankland. Administrativement, elle relève du district de Sedgemoor. Au recensement de 2011, il comptait 330 habitants.

## Toponymie
Le nom est attesté sous la forme Lenge dans le Burghal Hidage, compilé au début du XIe siècle. Il provient du vieil anglais *lengen « longueur », en référence à la forme allongée du village. Dans le Domesday Book, compilé en 1086, Lyng est mentionné en tant que Lege.